# واوونیا
واوونیا (به لاتین: Vavuniya) یک منطقهٔ مسکونی در سری‌لانکا است که در ناحیه واوونیا واقع شده‌است.

## خصوصیات
واوونیا ۷۵٬۱۷۵ نفر جمعیت دارد.